# Costa Mesa
Costa Mesa é uma cidade localizada no estado americano da Califórnia, no Condado de Orange. Foi incorporada em 29 de junho de 1953.

## Geografia
De acordo com o United States Census Bureau, a cidade tem uma área de 40,7 km², onde 40,5 km² estão cobertos por terra e 0,1 km² por água.

## Demografia
Segundo o censo nacional de 2010, a sua população é de 109 960 habitantes e sua densidade populacional é de 2 712,83 hab/km². Possui 42 120 residências, que resulta em uma densidade de 1 039,15 residências/km².

## Cidade-irmã
- Werribee, Austrália